# Paula Raymond

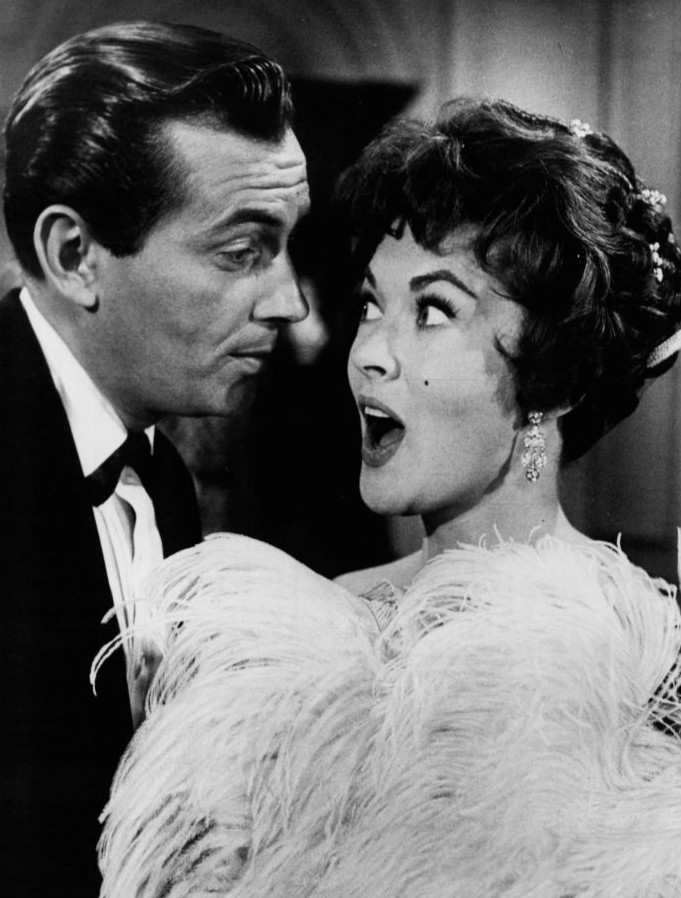
Jack Kelly y Raymond en Maverick (1961)

Paula Raymond (nacida como Paula Ramona Wright; 23 de noviembre de 1924-31 de diciembre de 2003) fue una modelo y actriz estadounidense que interpretó papeles protagónicos en numerosas películas y series de televisión incluyendo Crisis (1950) con Cary Grant. Era la sobrina del editor de revistas-pulp estadounidense Farnsworth Wright.

## Primeros años
Raymond nació el 23 de noviembre de 1924 como Paula Ramona Wright en San Francisco, California. Su padre era abogado de empresa. Tras el divorcio de sus padres, Raymond y su madre se trasladaron a Los Ángeles.
De niña, Raymond estudió ballet, piano y canto. Fue miembro de la San Francisco Opera Company y de la San Francisco Children's Opera Company. Se graduó en la Escuela Preparatoria Hollywood en 1942. Tras su graduación, regresó a San Francisco para asistir a la universidad. Allí también trabajó con dos compañías de teatro.

## Modelaje
Antes de convertirse en actriz, Raymond fue modelo de fotógrafos. Según relató al escritor Leo Verswijver, "empecé a trabajar como modelo a 25 dólares la hora y me olvidé por completo de la actuación, porque me estaba ganando la vida". Posó para la portada de la revista True Confessions.

## Cine
Su primer papel como actriz fue el de Bettina Bowman en Keep Smiling (1938), con el nombre de Paula Rae Wright. En 1950 fue contratada por MGM, donde actuó junto a protagonistas como Cary Grant y Dick Powell. Al principio de su carrera, Raymond actuó en películas de suspenso como el clásico de culto City That Never Sleeps (con Gig Young, Mala Powers y Marie Windsor), y más tarde en películas de terror.
En 1950, interpretó a la protagonista de Cary Grant en Crisis.
En 1952, coprotagonizó The Beast from 20,000 Fathoms. Al principio de su carrera, Raymond actuó en películas de suspenso de cine negro, como el clásico de culto City That Never Sleeps (1953), con Gig Young, Mala Powers y Marie Windsor, y más tarde apareció en películas de terror. Entre sus películas de terror de bajo presupuesto incluyen Blood of Dracula's Castle. En 1954, interpretó a la reina Berenguela en la película King Richard and the Crusaders. También protagonizó en 1955 el wéstern The Gun That Won the West.
Raymond trabajó para Paramount Pictures con el nombre artístico de Rae Patterson.

## Televisión
A finales de los años 50 y 60, Raymond apareció en muchas series de televisión, como Perry Mason (cinco episodios), Maverick, Hawaiian Eye (cinco episodios), M Squad (tres episodios) con Lee Marvin, 77 Sunset Strip (cuatro episodios), como Martha Harrington en Peter Gunn temporada 1, episodio 11, en 1958. Rechazó el papel de la tabernera Kitty Russell en la serie clásica wéstern Gunsmoke, que fue a parar a Amanda Blake. Dijo: "No quería interpretar a una mujer que trabajaba en una taberna, semana tras semana. Tengo una peca en la cara y a veces me pongo una marca de belleza encima. Incluso se lo pusieron a Amanda Blake, que finalmente consiguió el papel, aunque se lo pusieron en el lado opuesto al mío. Quería que suavizaran el personaje, pero no creía que lo hicieran. Resultó que el personaje no era para nada una mujer de pacotilla. Era justo el tipo que a mí me habría gustado interpretar".
Raymond apareció en 1959 en el episodio "The Paymaster" de la serie western de ABC/Desilu The Life and Legend of Wyatt Earp. En Have Gun - Will Travel, "Lady with a Gun", temporada 3, episodio 30, interpretó a Eve McIntosh, una mujer que busca venganza por el asesinato de su hermano. En 1960, apareció en dos episodios de Bat Masterson, una vez como Angie en “Last of the Night Raiders” y como Linda Wells en “Mr. Fourpaws”. En 1961, también actuó junto a Jack Kelly como Bart Maverick en un episodio de la última temporada de la serie de televisión de comedia wéstern Maverick titulado "The Golden Fleecing".
También apareció en el tercer episodio de la primera temporada, emitido inicialmente el 3 de febrero de 1959, en la serie de ciencia ficción Alcoa Presents: One Step Beyond titulado "Emergency Only", en el que también apareció Jocelyn Brando como una adivina gritona en una fiesta.
En 1962, interpretó el papel de Franny Wells en el episodio "House of the Hunter" de Rawhide.

## Vida personal

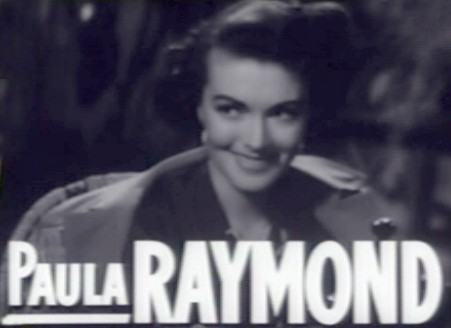
Traíler de Crisis (1950)

En 1962, Raymond era pasajers de un coche que chocó contra un árbol en Sunset Boulevard. El espejo retrovisor le cortó la nariz. Tras algo más de un año de cirugía plástica y recuperación, volvió a actuar. En 1977, mientras trabajaba en la telenovela Days of Our Lives, tras sólo tres apariciones, tropezó accidentalmente con un cable de teléfono y se rompió el tobillo. Fue expulsada del programa En 1984 se rompió las dos caderas y en 1994 se fracturó el hombro.
En 1944, Raymond se casó con Floyd Leroy Patterson. En 1946, se divorciaron poco después del nacimiento de su hija, Raeme Dorene Patterson. En 1993, la hija de Raymond murió.
Raymond era católica romana.

## Muerte
El 31 de diciembre de 2003, Raymond falleció en el Centro Médico Cedars-Sinaí de Los Ángeles a causa de una serie de enfermedades respiratorias. Tenía 79 años. Está enterrada en el cementerio de Holy Cross de Culver City, California.[cita requerida]